# Чодрасола
Чодрасо́ла (рос. Чодрасола, марій. Чодырасола) — присілок у складі Моркинського району Марій Ел, Росія. Входить до складу Себеусадського сільського поселення.

## Населення
Населення — 220 осіб (2010; 231 у 2002).
Національний склад (станом на 2002 рік):
- лучні марійці — 100 %